# Phyllotis xanthopygus
Phyllotis xanthopygus — вид гризунів з родини хом'якових (Cricetidae).

## Поширення
Цей вид поширений на заході центрального Перу (в Андах і в провінції Санта-Крус), на заході Болівії, в Чилі та на півдні Аргентини. Мешкає в різноманітних місцях існування, включаючи водно-болотні угіддя, сухі ліси, Альтіплано, трав'янисті і чагарникові степи, високогірні луки тощо. У 2020 році гризуна помічено на вершині вулкану Юяйяко на висоті 6739 м над рівнем моря, що є абсолютним рекордом серед ссавців.

## Опис
Це невеликий гризун середнього розміру. Тіло разом з головою завдовжки понад 90 мм, хвіст порівняно довгий, зазвичай довший 90 % від довжини тіла (89-165 мм); задня стопа — 19-31 мм, вуха великі 22-32 мм завдовжки. У гризунів, що живуть на великих висотах, хутро щільніше і пухнастіше, ніж у інших; вуса пишні і довгі. Забарвлення хутра залежить від регіону і варіює від блідо-сірого до сірого. Черево сірувате.